# طوني شاي
طوني شاي (بالإنجليزية: Tony Hsieh) هو عالم حاسوب وشخصية أعمال ورائد أعمال أمريكي، ولد في 12 ديسمبر 1973 في إلينوي في الولايات المتحدة.

## وصلات خارجية
- طوني شاي على موقع IMDb (الإنجليزية)
- طوني شاي على موقع قاعدة بيانات الفيلم (الإنجليزية)